# 韓務
韓 務（かん む、生年不詳 - 518年）は、北魏の軍人。字は道世。本貫は昌黎郡。

## 経歴
韓秀の子として生まれた。はじめ中散となり、しばらくして太子翊軍校尉に転じた。孝文帝の南征のとき、行梁州刺史の楊霊珍が反乱を起こすと、韓務は統軍として都督李崇の下で楊霊珍を討った。戦功により後軍長史となり、孝文帝の行在所に召された。南征から帰還すると、長水校尉となった。500年（景明元年）、仮節・行肆州事をつとめ、左中郎将・寧朔将軍の位を受け、常山郡太守を代行した。また征蛮都督の李崇の下で司馬をつとめ、南方の諸民族の平定に助力した。後に鎮北府司馬に任じられ、平北長史に転じた。賄賂を受け取って、御史中尉の李平の弾劾を受けたが、赦免された。龍驤将軍・郢州刺史に任じられ、七宝の床と象牙の席を皇帝に献上した。李旻や馬道進らが南朝梁の黄阪戍主を殺して北魏に帰順を申し出ると、韓務はこれを信じて兵1000人あまりを率いて応接に向かった。李旻らは到着せず、韓務は梁軍を撃破したとするいつわりの報告を送ったため、免官された。長らくして冠軍将軍・太中大夫の位を受け、左将軍に進んだ。518年（神亀元年）、死去した。

## 伝記資料
- 『魏書』巻42 列伝第30
- 『北史』巻27 列伝第15